# Azotat de nichel (II)
Azotatul de nichel este un compus chimic solubil cu formula chimică Ni(NO3)2. Forma anhidră a acestuia nu este frecvent întâlnită, prin urmare termenul de azotat de nichel se referă de obicei la azotatul de nichel hexahidratat (cu 6 molecule de apă).
Formula pentru această substanță este scrisă în două moduri; Ni(NO3)2.6H2O și [Ni(H2O)6](NO3)2.
[Ni(H2O)6](NO3)2 este foarte solubil în apă, iar soluția acestuia are culoare verde smarald. 

## Pericol
Azotatul de nichel este iritant pentru ochi, pentru piele și pentru tractul respirator (în cazul inhalării prafului). Totodată azotatul de nichel toxic pentru organismele acvatice.

## Identificare
Identificarea azotatului de nichel de face cu sodă caustică (NaOH). În urma acestea reacții rezultă un precipitat verde-deschis:
Ni(NO3)2 + 2NaOH = 2NaNO3 + Ni(OH)2